# Як здобувати друзів і впливати на людей
«Як здобува́ти дру́зів і вплива́ти на люде́й» (англ. How to Win Friends and Influence People) — одна з перших популярних книг-самовчителів у світі. Присвячена темі людських взаємин. Карнегі широко користується цитатами відомих успішних людей і використовує в якості прикладів досвід своїх учнів, друзів і знайомих. Написана Дейлом Карнегі та вперше опублікована у 1936 році. Загальний наклад книги по всьому світу становить понад 15 млн примірників.

## Основні поради книги
Способи розташувати до себе людей:
- Проявляйте живий і щирий інтерес до інших людей;
- Посміхайтеся, це дуже простий спосіб зробити вигідне для вас перше враження;
- Звертайтеся до людей на ім'я;
- Будьте хорошим слухачем, заохочуйте свого співрозмовника на розмову про самого себе;
- Повторюйте людям про їхню власну значущість;
- Говоріть на теми, які цікавлять вашого співрозмовника.

Способи схиляти людей до своєї точки зору:
- Єдиний спосіб виграти суперечку — це ухилитися від неї. Сперечаючись, ви не можете виграти;
- Проявляйте повагу до думки інших, ніколи не говоріть людині, що він неправий;
- Якщо ви неправі, визнайте це відразу і щиросердно;
- Відразу покажіть людині ваше доброзичливе ставлення;
- Нехай ваш співрозмовник з самого початку буде вимушений відповідати вам "так";
- Намагайтеся, щоб ваш співрозмовник говорив більше, ніж ви;
- Нехай ваш співрозмовник відчує, що ідея належить йому; це допоможе вам досягти співпраці;
- Спробуйте прийняти точку зору опонента;
- Проявляйте співчуття до думок і бажань інших людей;
- Закликайте до благородних спонукань;
- Спробуйте кинути виклик, коли нічого не діє.

Способи заперечити людині, не образивши її:
- Якщо ви повинні вказати людині її помилку, почніть з похвали і визнання її достоїнств;
- Звертаючи увагу людей на їхні помилки, робіть це в непрямій формі;
- Перш ніж критикувати іншого, розкажіть про свої власні помилки;
- Задавайте питання замість того, щоб віддавати накази;
- Дайте людині можливість зберегти своє обличчя;
- Щиро і щедро хваліть людину за будь-який успіх;
- Створіть людині добре ім'я, щоб він став жити, зберігаючи його;
- Заохочуйте людини;
- Дайте йому зрозуміти, що недоліки легко виправити, а майбутня справа цікава і легка у здійсненні;
- Робіть так, щоб ваші доручення було приємно виконувати.

Способи зробити ваше сімейне життя щасливішим:
- В жодному разі не чіпляйтеся;
- Не критикуйте;
- Будьте щиро вдячні;
- Проявляйте трішки уваги;
- Будьте чемні;
- Прочитайте хорошу книгу про сексуальну сторону шлюбу.

## Видання українською
- 1988 — текст книги вперше опублікований в журналі «Всесвіт», перекладач Валерій Грузин, за виданням 1964 року.
Дейл Карнегі. Як здобувати друзів та впливати на людей. Переклад з англійської: Валерій Грузин. Київ: журнал «Всесвіт», № 6-9 (1988)
- 1990 року цей переклад Грузина, окремою книгою, випустило київське видавництво ЦК ЛКСМУ «Молодь» тиражем у 115 000 примірників.
Дейл Карнегі. Як здобувати друзів та впливати на людей. Переклад з англійської: Валерій Грузин. Київ: «Молодь», 1990 168 стор. ISBN 5-7720-0435-2
- 2001 — Разом з іншими творами Дейла Карнегі вийшла у видавництві «Промінь» у перекладі Л. І. Підлісної, Т. І. Петренко, та С. В. Мясоєдової за переглянутим виданням 1981 року.
Дейл Карнегі. Як завойовувати друзів та впливати на людей; Як виробляти в собі впевненість і впливати на людей, виступаючи прилюдно; Як перестати хвилюватись і почати жити. Переклад з англійської: Л. І. Підлісна, Т. І. Петренко, С. В. Мясоєдова. Харків: Промінь, 2001. 560 стор. ISBN 966-324-011-3 (вид. 2007), ISBN 978-966-8826-64-1 (вид. 2012) (перевидання 2005, 2007, 2011, 2012)
- Дейл Карнегі. Як здобувати друзів та впливати на людей. Переклад з англійської: І. Іванченко; відповідальний редактор: Н. Ворош. Київ: «Країна Мрій». 2011. 208 стор. ISBN 978-617-538-058-1

Пов'язані твори
- Дейл Карнегі (з Брентом Коулом). Як здобувати друзів та впливати на людей у цифрову еру. Переклад з англійської: Я. Гордієнко. Київ: «Країна Мрій». 2012. 256 стор. ISBN 978-617-538-221-9 (передрук 2015)
- Дейл Карнегі (з Донною Дейл Карнегі). Як здобувати друзів та впливати на людей: посібник для дівчат. Переклад з англійської: Наталія Лавська. Київ: «Країна Мрій». 2012. 191 стор. ISBN 978-617-538-115-1 (передрук 2015)

## Оцифровані примірники
- Д.Карнегі, «Як здобува́ти дру́зів і вплива́ти на люде́й» — за перекладом Валерія Грузина що опублікований в журналі «Всесвіт» (на порталі «Українське життя в Севастополі»)
- «Как завоёвывать друзей и оказывать влияние на людей» в бібліотеці Максима Мошкова